# Scottish First Division 1994/95
Die Scottish Football League First Division wurde 1994/95 zum 20. Mal als nur noch zweithöchste schottische Liga unter diesem Namen ausgetragen. In der zweithöchsten Fußball-Spielklasse der Herren in Schottland traten in der Saison 1994/95 10 Klubs in insgesamt 36 Spieltagen gegeneinander an. Jedes Team spielte jeweils viermal gegen jedes andere Team. Bei Punktgleichheit zählte die Tordifferenz.
Es war die erste Saison in der die 3-Punkte-Regel galt. Die Meisterschaft gewannen die Raith Rovers, die sich damit gleichzeitig die Teilnahme an der Premier Division-Saison 1995/96 sicherten. Dunfermline Athletic scheiterte als Vizemeister in der Aufstiegs-Relegation gegen den FC Aberdeen. Absteigen in die Second Division mussten Ayr United und der FC Stranraer. Torschützenkönig mit 20 Treffern wurde Peter Duffield von Hamilton Academical.

## Statistiken

### Abschlusstabelle
| Pl. | Verein               | Sp. | S  | U  | N  | Tore    | Diff. | Punkte |
| --- | -------------------- | --- | -- | -- | -- | ------- | ----- | ------ |
| 1.  | Raith Rovers (A)     | 36  | 19 | 12 | 5  | 054:320 | +22   | 69     |
| 2.  | Dunfermline Athletic | 36  | 18 | 14 | 4  | 063:320 | +31   | 68     |
| 3.  | FC Dundee (A)        | 36  | 20 | 8  | 8  | 065:360 | +29   | 68     |
| 4.  | Airdrieonians FC     | 36  | 17 | 10 | 9  | 050:330 | +17   | 61     |
| 5.  | FC St. Johnstone (A) | 36  | 14 | 14 | 8  | 059:390 | +20   | 56     |
| 6.  | Hamilton Academical  | 36  | 14 | 7  | 15 | 042:480 | −6    | 49     |
| 7.  | FC St. Mirren        | 36  | 8  | 12 | 16 | 034:500 | −16   | 36     |
| 8.  | FC Clydebank         | 36  | 8  | 11 | 17 | 033:470 | −14   | 35     |
| 9.  | Ayr United           | 36  | 6  | 11 | 19 | 031:580 | −27   | 29     |
| 10. | FC Stranraer (N)     | 36  | 4  | 5  | 27 | 025:810 | −56   | 17     |

Platzierungskriterien: 1. Punkte – 2. Tordifferenz – 3. geschossene Tore – 4. Direkter Vergleich (Punkte, Tordifferenz, geschossene Tore)
| Saison 1994/95 |

| Zum Saisonende 1993/94 |                                       |
| (A)                    | Absteiger aus der Premier Division    |
| (N)                    | Neuaufsteiger aus der Second Division |

## Relegation
Teilnehmer an den Relegationsspielen waren Dunfermline Athletic aus der diesjährigen First Division, sowie der Tabellenneunte der Premier Division, der FC Aberdeen. Die Dons aus Aberdeen blieben durch zwei 3:1-Siege Erstklassig.
Die Spiele wurden am 21. und 25. Mai 1995 ausgetragen.
|             | Gesamt |                      | Hinspiel | Rückspiel |
| ----------- | ------ | -------------------- | -------- | --------- |
| FC Aberdeen | 6:2    | Dunfermline Athletic | 3:1      | 3:1       |